# St. Vincentius (Mehr)

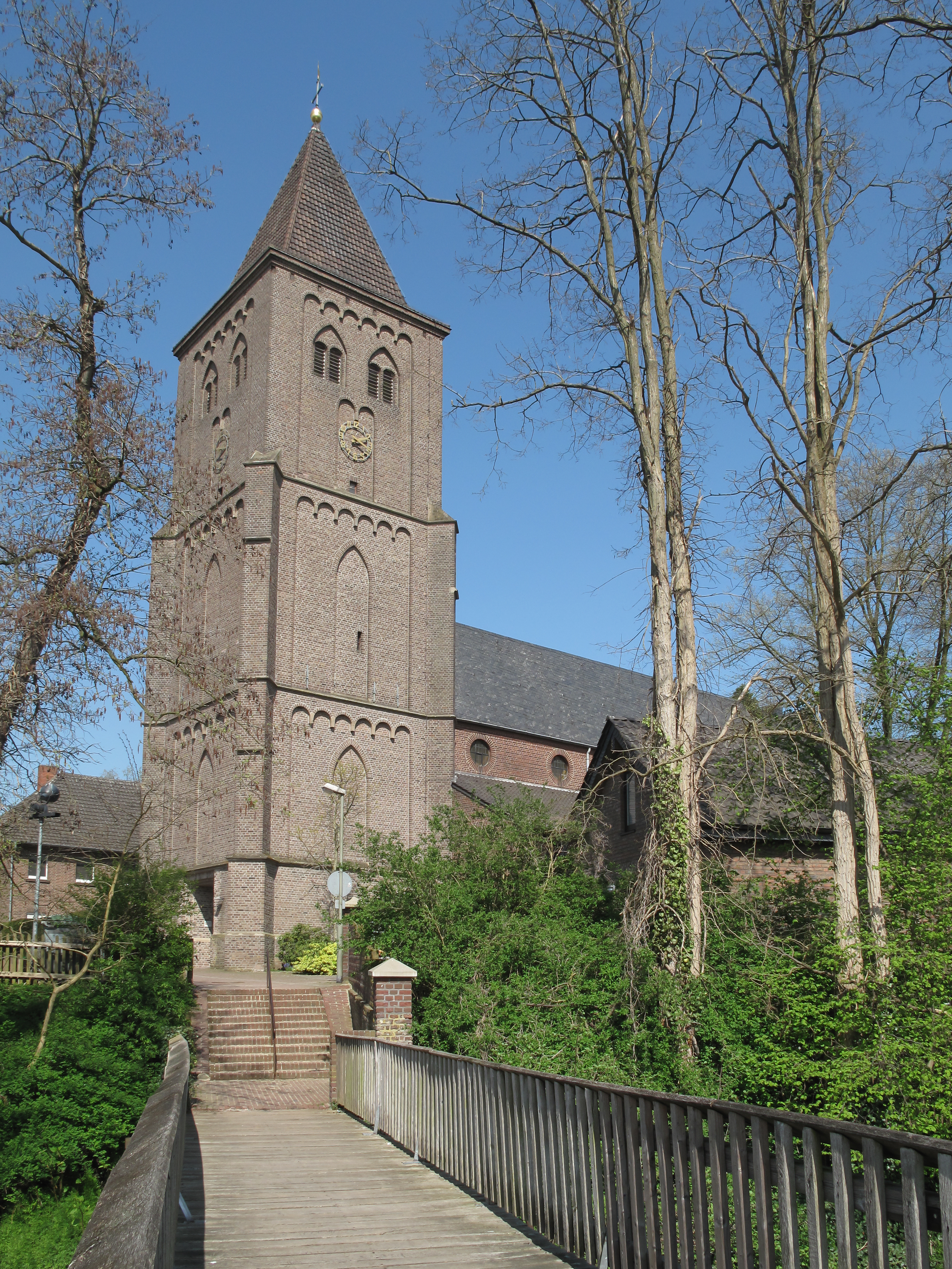
Filialkirche St. Vincentius

Die katholische Filialkirche St. Vincentius ist ein denkmalgeschütztes Kirchengebäude in Mehr, einem Stadtteil von Rees im Kreis Kleve (Nordrhein-Westfalen). Sie ist eine Filialkirche der St.-Irmgardis-Gemeinde in Rees.
Die Gemeinde gehört zum Dekanat Emmerich im Bistum Münster.

## Geschichte und Architektur
Eine Kapelle wurde dem Viktoriastift in Xanten in der Mitte des 10. Jahrhunderts übertragen, die Pfarrkirche fand erstmals 1250 eine urkundliche Erwähnung. Aus dieser Zeit sind noch zwei Memoriensteine im linken Seitenschiff erhalten. Ein Mittelschiff wurde im 11. Jahrhundert errichtet, an die Apsis schloss sich eine Priestergruft an, die bis 1792 genutzt wurde.
Der romanische Ausbau des Turmes zu drei Stockwerken erfolgte zu Anfang des 13. Jahrhunderts. Die dreischiffige Pseudobasilika zu vier Jochen wurde im 15. Jahrhundert mit vorgesetztem Westturm mit einem polygonalen Treppenturm errichtet. Der Chor mit einem 5/8 Schluss besteht aus einem Joch, an das neugotische Anbauten gefügt wurden. Von 1619 bis 1921 wurde die Kirche renoviert und ein schlagendes Uhrwerk eingebaut.
Die Wieseler Reformierten nahmen die Kirche von Januar 1630 bis Juli 1631 in Besitz, brachen die Altäre ab und übertünchten das Wandgemälde mit den Vierzehn Nothelfern.
Am 9. November 1800 richtete ein Orkan starke Schäden am Gebäude an, die Reparaturkosten beliefen sich auf 60 klevische Taler. In der Zeit von 1859 bis 1874 erfolgten Instandsetzungsarbeiten und Erweiterungen unter dem Münsteraner Architekt Hertel.
Der Ausbau des Seitenschiffes erfolgte von 1863 bis 1866, in diese Zeit fallen auch der Bau des Epistelchörchens mit dem Orgelhaus. An der Evangeliumsseite wurde eine neue Sakristei angebaut. Konrad Hagemann aus Münster schuf fünf Chorfenster und neun weitere Fenster. Der von Theodor Baumann gestiftete Hochaltar wurde zusammen mit dem Muttergottesaltar und dem Vincentiusaltar aufgebaut. Der Vincentiusaltar kam an die Stelle des Altares der Antonius-Schützengilde. 1867 wurde der Innenraum neu ausgemalt, 1869 und 1870 kamen zur Einrichtung zwei Chorstühle, eine Kommunionbank und zwei Beichtstühle zur Einrichtung hinzu.
Um 1900 kam die umgebaute Orgel vom sogenannten Orgelhaus auf die neu gebaute Orgelbühne im Turm.
1934 bekam der Turmhelm eine neue Deckung aus Kupfer, nach einer hierbei aufgefundenen Inschrift stammte der alte Helm von 1749. Im selben Jahr wurde die Kriegergedächtniskapelle, die auch als Taufkapelle diente, im Raum der ehemaligen Sakristei eingeweiht, das Fundament des neuen Taufbrunnens ist ein alter Mühlstein. Eine neue Sakristei wurde angebaut und der Chor höher gelegt.
Die schweren Beschädigungen durch Artilleriebeschuss zum Ende des Zweiten Weltkrieges konnten bis 1954 repariert werden, der Turm wurde in Backstein neu aufgemauert, die Südseite des Schiffes erneuert und das neugebaute Seitenschiff an der Südseite, mit einer flachen Decke geschlossen. Die Netzgewölbe im Mittelschiff, im nördlichen Seitenschiff und im Chor wurden erneuert.
Im Zuge der Renovierung von 1976 bis 1977 erfolgten aufgrund der Vorgaben des Zweiten Vatikanischen Konzils einige grundlegende Änderungen: der erhöhte Chorraum wurde erweitert und der neu gestaltete Altar vorgezogen, der Innenraum bekam einen neuen Anstrich. Bei der Renovierung des Chorraumes im Jahr 1991 kam der Tabernakel von der Nord- an die Südseite, die bisherige Taufkapelle bekommt durchschaubare Tore und dient als Betkapelle, ein neues Ewiges Licht wurde aufgehängt. Ein Blitzschlag beschädigte 1997 den Turmhahn, das Kreuz und die Kugel. Hahn und Kugel wurden überarbeitet, an Stelle des stark verwitterten Kreuzes wurde ein neues geschmiedet. Das alte Kreuz ist in der Trauerhalle neben der Kirche ausgestellt.

## Ausstattung
- Während des Siebenjährigen Krieges erhielt die Kirche den barocken Hochaltar als Schenkung.
- Die Kreuzigungsgruppe ist vermutlich eine Arbeit des Bildschnitzers Heinrich Janssen.
- Der Bildhauer Johann Wied aus Wesel schnitzte 1802 eine barocke Madonna mit Jesuskind.
- Den Kreuzweg schuf der Bildhauer Frydag aus Münster 1871
- Die Pietà aus Holz fertigte der Bildhauer Ferdinand Langenberg aus Goch 1904.
- Die barocke Kreuzigungsgruppe stammt von den 1866 entfernten Altären.
- Jupp van Ooyen schuf 1936 eine bronzene Ehrentafel für die Gefallenen des Ersten Weltkrieges
- Van Ooyen fertigte 1937 ebenfalls das Kanzelkreuz an.
- Die neue Seifert-Orgel wurde am 26. Juni 1949 als Ersatz für das im Krieg zerstörte Instrument aufgebaut. Eine weitere neue Orgel als Ersatz für die Seifert-Orgel stellte die niederländische Orgelbaufirma Verschueren aus Heythuysen im Oktober 1988 auf und restaurierte sie 2012.[11]
- Das Bild der Immerwährenden Hilfe wurde gestiftet.
- Eine Turmuhr wurde 1921 aufgrund einer Sammlung in der Gemeinde beschafft.
- Der Kunstmaler Brey aus Geldern schuf 1934 das Wandgemälde mit dem Titel Maria Meerstern, es hängt im Chor, gegenüber der ehemaligen Orgelbühne.

## Glocken
Am 23. Mai 1842 goss der Glockengießer J.B. du Bois aus Belgien auf dem Kirchhof drei Glocken, mit der 1783 von Alexius Petit gegossenen Uhrglocke, besaß die Kirche folgende Glocken:
- Die Vincentiusglocke hat einen Durchmesser von 1,35 Metern und ein Gewicht von 3416 Pfund.
- Die Marienglocke mit einem Durchmesser von 1,20 Metern wiegt 2378 Pfund.
- Der Durchmesser der  Josephsglocke beträgt 1,08 Meter, sie wiegt 1571 Pfund.
- Die Uhrglocke hat einen Durchmesser von 65 Zentimetern und ein Gewicht von 350 Pfund.[12]

Die Glocken wurden 1880 nach dem System Ritter zu Aachen umgehängt, so konnte die Anzahl der notwendigen fünf Bediener auf drei reduziert werden.
Am 26. Februar 1942 mussten während des Zweiten Weltkrieges drei Glocken zur Metallhütte nach Kall abgegeben werden, wo sie eingeschmolzen wurden. Vier neue Glocken mit elektrischem Läutewerk konnten 1957 in Betrieb genommen werden.
Sie tragen die Namen der Heiligen St. Vincentius, Maria, Josef und Viktor.